# Sternoppia
Sternoppia – rodzaj roztoczy z kohorty mechowców i monotypowej rodziny Sternoppiidae.
Rodzaj ten został opisany w 1968 roku przez Jánosa Balogha i Sándora Mahunkę. Gatunkiem typowym wyznaczono Sternoppia mirabilis. W osobnej rodzinie umieszczony został przez tych samych autorów w 1969 roku. 
Rodzaj neotropikalny.
Należy tu 14 opisanych gatunków:
- Sternoppia boliviana Balogh et Mahunka, 1969
- Sternoppia brasiliensis Franklin et Woas, 1992
- Sternoppia fissurata Ermilov et al., 2013
- Sternoppia incisa Balogh et Mahunka, 1977
- Sternoppia minor Balogh et Mahunka, 1980
- Sternoppia mirabilis Balogh et Mahunka, 1968
- Sternoppia paraincisa Ermilov et al., 2013
- Sternoppia paramirabilis Ermilov et al., 2013
- Sternoppia pocsiana Mahunka, 2006
- Sternoppia quadriseta (Balogh et Mahunka, 1969)
- Sternoppia reticulata Balogh et Mahunka, 1969
- Sternoppia sphaerodendron Balogh et Mahunka, 1979
- Sternoppia striata Mahunka, 1983
- Sternoppia vicina Balogh et Mahunka, 1980